# Sevettijärvi
Sevettijärvi (Skolt-Samisch Čeʹvetjäuʹrr, Noord-Samisch: Čeavetjávri) is een dorp in Noord-Finland; in de gemeente Inari. Het ligt aan het gelijknamige meer (Fins järvi betekent meer).
Sevettijärvi wordt grotendeels bevolkt door Skolt-saami, die zich na hun vlucht uit het gebied Petsjenga (Fins:Petsamo) hier vestigden (Petsamo was eerst Fins, maar werd in 1947 toegewezen aan de Sovjet-Unie). Het dorp ligt aan de Finse weg 971 op zo'n 30 kilometer van de Noorse grens. Inari, tot welke gemeente het dus behoort, ligt 120 kilometer naar het zuiden. Het dorp heeft zo'n 350 inwoners, maar deze zijn verspreid over een zeer groot gebied. In het dorp staat één school met sinds augustus 2008 elf leerlingen. Vanuit Sevettijärvi vertrekken een aantal wandelroutes door erg stille gebieden.